# Something Magic
Something Magic ist das neunte Studioalbum der britischen Progressive-Rock-Band Procol Harum. Es wurde 1976 aufgenommen und erschien im darauffolgenden März. Es war das letzte Album vor Auflösung der Band. Das fast 19-minütige Stück The Worm & the Tree nimmt die vollständige B-Seite des Albums ein.

## Titelliste
Musik: Gary Brooker, Texte: Keith Reid, wenn nicht anders angegeben

### Seite 1
1. Something Magic – 3:37
2. Skating on Thin Ice – 4:49
3. Wizard Man – 2:41
4. The Mark of the Claw – 4:39 (Grabham, Reid)
5. Strangers in Space – 6:08

### Seite 2
1. The Worm & the Tree – 18:39